# レヴァン・ゴゴベリゼ
レヴァン・ダヴィドヴィチ（ダヴィティス・ゼ）・ゴゴベリゼ（ロシア語: Леван Давидович Гогоберидзе、グルジア語: ლევან დავითის ძე ღოღობერიძე、1896年1月21日 - 1937年3月21日）は、グルジア人のボリシェヴィキ。

## 生涯
1896年1月21日（ユリウス暦9日）、ロシア帝国クタイス県プリドナーン・ジハイシの貴族の家に生まれた。サンクトペテルブルク工科大学に学び、1916年からボリシェヴィキに加盟した。二月革命後はジヴィズリスク・ソビエト副議長および議長を務め、『カフカースキー・ラボーチー』(ka) 紙編集局で勤務。翌1918年2月からバクーで活動し、11月にはチフリスでザカフカース党組織の会議に出席したが、メンシェヴィキ当局に逮捕されバクーに追放された。翌12月から党バクー委員会局員、カフカース地方委メンバーを務め、翌1919年5月にはバクーでミュサヴァト党政権に反対するストライキの主導者の一人となったが、9月にはアゼルバイジャン民主共和国軍将校セイドベコフに銃撃されて重傷を負った（同席の同志ミルファタグ・̥ムセヴィとアシュム・アリエフは死亡）。
1920年末には党ニジニ・ノヴゴロド県委幹部会メンバー、翌1921年12月24日から1922年1月12日までチフリス革命委議長、1921年にグルジア共産党チフリス委責任書記、1923年から翌1924年まではグルジア社会主義ソビエト共和国人民委員会議副議長、同年から翌1925年までグルジア共産党アジャリア州委責任書記、同年から翌1926年までは駐フランス・ソビエト連邦全権代理、同年から1930年5月6日まではグルジア共産党中央委書記、同日から11月20日まで第一書記を務めた。1930年から1934年まで赤色教授学院で学び、同時に連邦供給人民委員部 (ru) でも働いた。1934年5月からはロシア共和国エイスクの党書記、翌1935年1月からは「ロッセリマシュ」工場の党書記、翌1936年12月まではロストフ・ナ・ドヌ市スターリン地区委責任書記でもあった。
第13回・第15回・第16回の連邦党大会にも出席したが、1936年12月14日に逮捕され、翌1937年3月21日にトビリシで銃殺された。その後、名誉回復がなされた。
グルジア初、そしてソ連初の女性映画監督であった妻ヌツァ (ka) も逮捕され、10年間を収容所で過ごした。娘ラナもまた映画監督となった。